# Aurelius (réva)

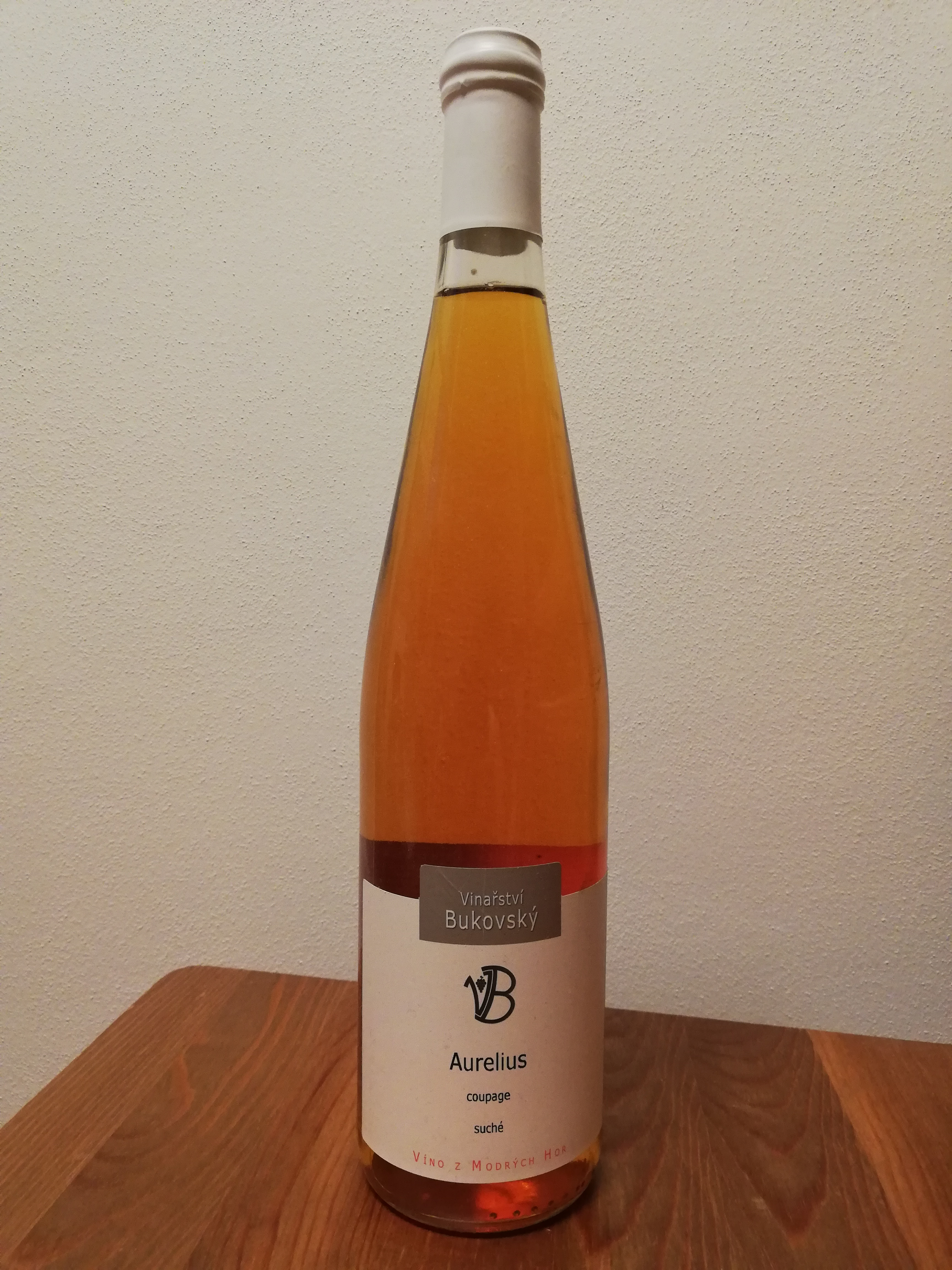
Láhev vína z odrůdy Aurelius

Aurelius (zkratka Au) je moštová odrůda vinné révy (Vitis vinifera), určená k výrobě bílých vín, která byla vyšlechtěna v České republice, kříženec odrůd Neuburské a Ryzlink rýnský.

## Popis
Réva vinná (Vitis vinifera) odrůda Aurelius je jednodomá dřevitá pnoucí liána dorůstající v kultuře až několika metrů. Kmen tloušťky až několik centimetrů je pokryt světlou borkou, která se loupe v pruzích. Úponky umožňují této rostlině pnout se po tvrdých předmětech. Růst je středně bujný až bujný. Včelka je zelená s načervenalým okrajem, vrcholek letorostu je světle zelený s nádechem do bronzova, hladký, okraje mladých lístků jsou načervenalé. Internodia jsou středně dlouhá až dlouhá (70–90 mm), zelená, zimní pupeny jsou menší, tupé. Jednoleté réví je středně silné, světle hnědé, v uzlech a kolínkách ploché a tmavší.
List je středně velký až velký, tvar čepele okrouhlý až pětiúhelníkový, pěti- až sedmilaločný se středně hlubokými, lyrovitými, mírně překrytými horními bočními výkroji. Vrchní strana čepele listu je tmavozelená, mírně zvlněná, slabě až středně puchýřnatá, spodní strana hustě chloupkatá až mírně plstnatá, šedozelená, okraj čepele má široké, tupé, nerovnoměrné zoubky. Řapík listu je silný, středně dlouhý, na jedné straně načervenalý až tmavofialový, řapíkový výkroj je lyrovitý, uzavřený.
Oboupohlavní pětičetné květy v hroznovitých květenstvích jsou žlutozelené, samosprašné. Plodem je malá až středně velká, kulatá bobule žlutozelené barvy, slupka je středně pevná a tenká, dužina je šťavnatá a rozplývavá, sladké chuti. Semeno má hruškovitý tvar, je středně velké. Hrozen je středně velký (115 g), středně hustý až hustý, válcovitě-kuželovitý, protáhlý, s krátkou až středně dlouhou stopkou, se dvěma malými křidélky na bázi.

## Původ a rozšíření
Aurelius je moštová odrůda vinné révy (Vitis vinifera), která vznikla křížením odrůd Neuburské a Ryzlink rýnský a byla vyšlechtěna Ing. Josefem Veverkou a Ing. Františkem Zatloukalem. Josef Veverka zahájil šlechtění v roce 1953 ve Šlechtitelské stanici vinařské ve Velkých Pavlovicích, odkud však musel v roce 1959 z politických důvodů odejít. Ve své práci pak pokračoval ve Šlechtitelské stanici v Perné u Mikulova. Do Státní odrůdové knihy České republiky byla odrůda zapsaná v roce 1983.
Odrůdu je možné pěstovat ve všech českých i moravských vinařských podoblastech. K jejímu rozšiřování došlo zejména po kalamitních mrazech v roce 1985, kdy poměrně dobře přezimovala. Nejvíce se pěstuje v Mikulovské vinařské podoblasti. Podíl vinic v ČR činil roku 1999 pouze 0,1 %, roku 2010 již 0,28 %, průměrné stáří vinic r. 2010 bylo 14 let. Vzhledem k dosavadním velmi dobrým pěstitelským zkušenostem s touto odrůdou lze očekávat, že její zastoupení zejména v moravských vinicích nadále poroste. Na Slovensku byla vysazena roku 2007 na 7,5 ha. Udržovatelem odrůdy v ČR je Ampelos-Šlechtitelská stanice vinařská Znojmo a.s. a Ing. Miloš Michlovský.

## Název
Název odrůdy připomíná zásluhy římského císaře Proba na rozšíření révy vinné na Moravu. Marcus Aurelius Probus (232–282) vládl v letech 276–282 a mimo jiné zrušil zákaz vysazování révy v provinciích za Alpami. Římané pravděpodobně vysázeli révu v kraji pod Pálavou, jak o tom svědčí nález vinařských nožů. Jednalo se pravděpodobně o jednotku, náležející pod ležení Vindobona. Pracovní označení odrůdy Aurelius bylo NE x RR 45/18.

## Pěstování
Doporučeny jsou podnože T 5C a SO-4, v chudších půdách i silněji rostoucí podnože. Pro úrodnější půdy se doporučuje vysoké vedení, pro půdy méně úrodné vedení střední. Při řezu je vhodné volit střední zatížení keřů, keře musí zůstat vzdušné. Velmi a poměrně pravidelně plodná odrůda (průměrný výnos 10–11 t/ha) poskytuje hrozny s cukernatostí 17–23 °NM, obsah kyselin se pohybuje kolem 8–12 g/l. Ve vhodných letech se nechává značná část hroznů přezrát, aby se docílilo vína s přívlastkem výběr z hroznů.

### Fenologie
Středně pozdní odrůda raší středně pozdně až poměrně pozdně, ve druhé polovině dubna, kvete středně raně, dobře odkvétá. Sklizňová zralost začíná ve druhé polovině září až začátkem října, před Ryzlinkem rýnským.

### Choroby a škůdci
Proti napadení houbovými chorobami je odrůda průměrně až mírně podprůměrně odolná, má zvýšenou citlivost k plísni šedé (Botrytis cinerea), proto je nutné zajistit ochranu před uzavřením hroznů. Proti poškození zimními i jarními mrazy je odolná, nemá sklon ke sprchávání. Za deštivého počasí při dozrávání hroznů má zvýšenou náchylnost ke hnilobě.

### Poloha a půdy
Na polohu je středně náročná, preferuje dobře exponované jižní až jihovýchodní svahy, je vhodná tam, kde se již Ryzlinku rýnskému moc nedaří. V úrodných půdách poskytuje vysoké výnosy a velmi dobrou cukernatost, nicméně její pěstování je rentabilní i v méně příznivých podmínkách. Snáší dobře i výkyvy ve vlhkosti stanoviště.

## Víno
Jakostní odrůdová vína bývají vzácností, hrozny většinou vyzrají do přívlastkových kategorií, kabinetem počínaje, ale výjimkou nejsou ani bobulové výběry. K výraznějšímu uvolnění aromatických látek ze slupky a ke zlepšení plnosti chuti se využívá metoda krátkodobé macerace rmutu za teploty 18–22 °C. Chladným kvašením získáme výrazně aromatická vína s menší plností chuti. Velmi vhodné je usilovat o zachování harmonické hladiny zbytkového cukru a nesnažit se o prokvašení „do sucha“.
Aurelius poskytuje kvalitní, plná vína charakteru Ryzlinku rýnského s intenzivnějšími aromatickými látkami širší škály, s vyšší kořenitostí, ale s poněkud nižší svižností a elegancí, vlastní vínům RR. Barva typového vína je zelenožlutá, vůně nese ovocito-květnaté tóny kdoulově-lipové, chuť je plná, harmonická, s výraznějšími kyselinami (8–9 g/l), svěží až řízná, jemně kořenitá. Ve vůni a chuti můžeme hledat jablko, hrušku, meruňku, broskev, citronovou kůru a koření. Vhodnost k archivaci je střední až vyšší.

### Stolování
Vína odrůdy Aurelius jsou v gastronomii využívána podobně jako vína RR. Jsou vhodná k lehčím úpravám drůbeže. Kabinetní vína jsou jedinečným doprovodem ke studeným předkrmům a lehkým jídlům z drůbeže. Pozdní sběry se hodí k pstruhům a různým úpravám jiných ryb. Sladké výběry dobře ladí s dezerty.

### Multimédia
- Ing. Radek Sotolář : Multimediální atlas podnožových, moštových a stolních odrůd révy, Mendelova zemědělská a lesnická universita Brno, zahradnická fakulta v Lednici
- Martin Šimek : Encyklopédie všemožnejch odrůd révy vinné z celýho světa s přihlédnutím k těm, co již ouplně vymizely, 2008–2012